# Enzo Lombardo (calciatore)
Enzo Lombardo (Décines-Charpieu, 16 aprile 1997) è un calciatore francese, attaccante svincolato.

## Carriera
Cresciuto nel settore giovanile dell'Olympique Lione, nel 2015 viene ingaggiato dal Saint-Priest, con cui trascorre una stagione nel Championnat de France amateur 2. L'anno successivo si trasferisce al Maiorca, che lo aggrega alla propria squadra riserve. Il 31 gennaio 2017 viene prestato al Poblense, in Tercera División, fino al termine della stagione. Rientrato alla base, il 14 gennaio 2018 ha esordito in prima squadra, in occasione dell'incontro di Segunda División B perso per 2-1 contro il Peña Deportiva. Il 9 luglio seguente viene ceduto in prestito al Racing Santander per l'intera durata della stagione. Il 9 agosto 2019, una volta ottenuta la promozione in seconda divisione, il prestito viene prolungato per un'altra stagione. A causa di infortunio al ginocchio, ha saltato l'intera stagione 2020-2021 con il Maiorca. Il 6 luglio 2021 viene acquistato a titolo definitivo dall'Huesca, firmando un contratto di durata triennale.

## Statistiche

### Presenze e reti nei club
Statistiche aggiornate al 2 aprile 2023.
| Stagione                | Squadra                 | Campionato              | Campionato | Campionato | Coppe nazionali | Coppe nazionali | Coppe nazionali | Coppe continentali | Coppe continentali | Coppe continentali | Altre coppe | Altre coppe | Altre coppe | Totale | Totale |
| Stagione                | Squadra                 | Comp                    | Pres       | Reti       | Comp            | Pres            | Reti            | Comp               | Pres               | Reti               | Comp        | Pres        | Reti        | Pres   | Reti   |
| ----------------------- | ----------------------- | ----------------------- | ---------- | ---------- | --------------- | --------------- | --------------- | ------------------ | ------------------ | ------------------ | ----------- | ----------- | ----------- | ------ | ------ |
| 2015-2016               | Saint-Priest            | CFA2                    | 23         | 2          |                 | -               | -               |                    | -                  | -                  |             | -           | -           | 23     | 2      |
| 2016-gen. 2017          | Maiorca B               | SDB                     | 9          | 0          |                 | -               | -               |                    | -                  | -                  |             | -           | -           | 9      | 0      |
| gen.-giu. 2017          | Poblense                | TD                      | 10+2       | 1+0        |                 | -               | -               |                    | -                  | -                  |             | -           | -           | 12     | 1      |
| 2017-2018               | Maiorca B               | TD                      | 34+2       | 7+0        |                 | -               | -               |                    | -                  | -                  |             | -           | -           | 36     | 7      |
| Totale Maiorca B        | Totale Maiorca B        | Totale Maiorca B        | 43+2       | 7+0        |                 | -               | -               |                    | -                  | -                  |             | -           | -           | 45     | 7      |
| 2017-2018               | Maiorca                 | SDB                     | 1          | 0          | CR              | -               | -               |                    | -                  | -                  |             | -           | -           | 1      | 0      |
| 2018-2019               | Racing Santander        | SDB                     | 30+3       | 3+0        | CR              | 4               | 0               |                    | -                  | -                  |             | -           | -           | 37     | 3      |
| 2019-2020               | Racing Santander        | SD                      | 31         | 3          | CR              | 0               | 0               |                    | -                  | -                  |             | -           | -           | 31     | 3      |
| Totale Racing Santander | Totale Racing Santander | Totale Racing Santander | 61+3       | 6+0        |                 | 4               | 0               |                    | -                  | -                  |             | -           | -           | 68     | 6      |
| 2021-2022               | Huesca                  | SD                      | 15         | 0          | CR              | 2               | 0               |                    | -                  | -                  |             | -           | -           | 17     | 0      |
| 2022-2023               | Huesca                  | SD                      | 5          | 0          | CR              | 0               | 0               |                    | -                  | -                  |             | -           | -           | 5      | 0      |
| Totale Huesca           | Totale Huesca           | Totale Huesca           | 20         | 0          |                 | 2               | 0               |                    | -                  | -                  |             | -           | -           | 22     | 0      |
| Totale carriera         | Totale carriera         | Totale carriera         | 165        | 16         |                 | 6               | 0               |                    | -                  | -                  |             | -           | -           | 171    | 16     |

## Palmarès

### Club

#### Competizioni nazionali
- Segunda División B: 1

Maiorca: 2017-2018 (gruppo 3)
- Liga Super: 1

Johor Darul Ta'zim: 2024-2025
- Coppa della Malaysia: 1

Johor Darul Ta'zim: 2024-2025